# SCANquilt
SCANquilt je český řetězec maloobchodních prodejen s textilním zbožím provozovaný společností Silex spol. s r.o. Společnost se zaměřuje zejména na prodej bytového textilu, dekorací, textilních doplňků nebo také povlečení či prostírání.
Společnost vznikla v roce 1992. K roku 2021 měl řetězec 177 zaměstnanců a provozoval 52 prodejen po celé České republice. Za rok 2020 měla společnost tržby ve výši 283 milionů korun. V letech 2013 až 2025 společnost obdržela několik ocenění Superbrand Awards.
Od roku 2004 společnost řídí Ivana Šachová, která během své kariéry získala v souvislosti s jejím vedením několik různých ocenění. Do roku 2004 byl jejím ředitelem její manžel Petr Šach, který však téhož roku zemřel.